# Юданов, Феодосий Вавилович
Феодосий Вавилович Юданов (бел. Фядос Вавілавіч Юданаў; 29 мая 1915 год, деревня Сморки — 1985 год) — командир партизанского отряда, председатель колхоза «Маяк коммунизма» Борисовского района Минской области, Белорусская ССР. Герой Социалистического Труда (1971).

## Биография
Родился в 1915 году в крестьянской семье в деревне Сморки (сегодня — Борисовский район Минской области). Окончил среднюю школу в селе Велятичи. Во время Великой Отечественной войны с 1942 года — комиссар, командир партизанского отряда имени Ворошилова.
С февраля 1953 года — председатель колхоза «Маяк коммунизма» Борисовского района. Вывел колхоз в число передовых сельскохозяйственных предприятий Борисовского района. Хозяйство, став миллионером, в конце 60-х годов получало ежегодно в среднем по 40 центнеров зерновых с каждого гектара.
Указом Президиума Верховного Совета СССР от 8 апреля 1971 года удостоен звания Героя Социалистического Труда с вручением ордена Ленина и золотой медали «Серп и Молот».
Скончался в 1985 году.
Сочинения
- Ад дасягнутага — да большага/ Ф. В. Юданаў. ― Мінск, 1972